# Francesca da Rimini

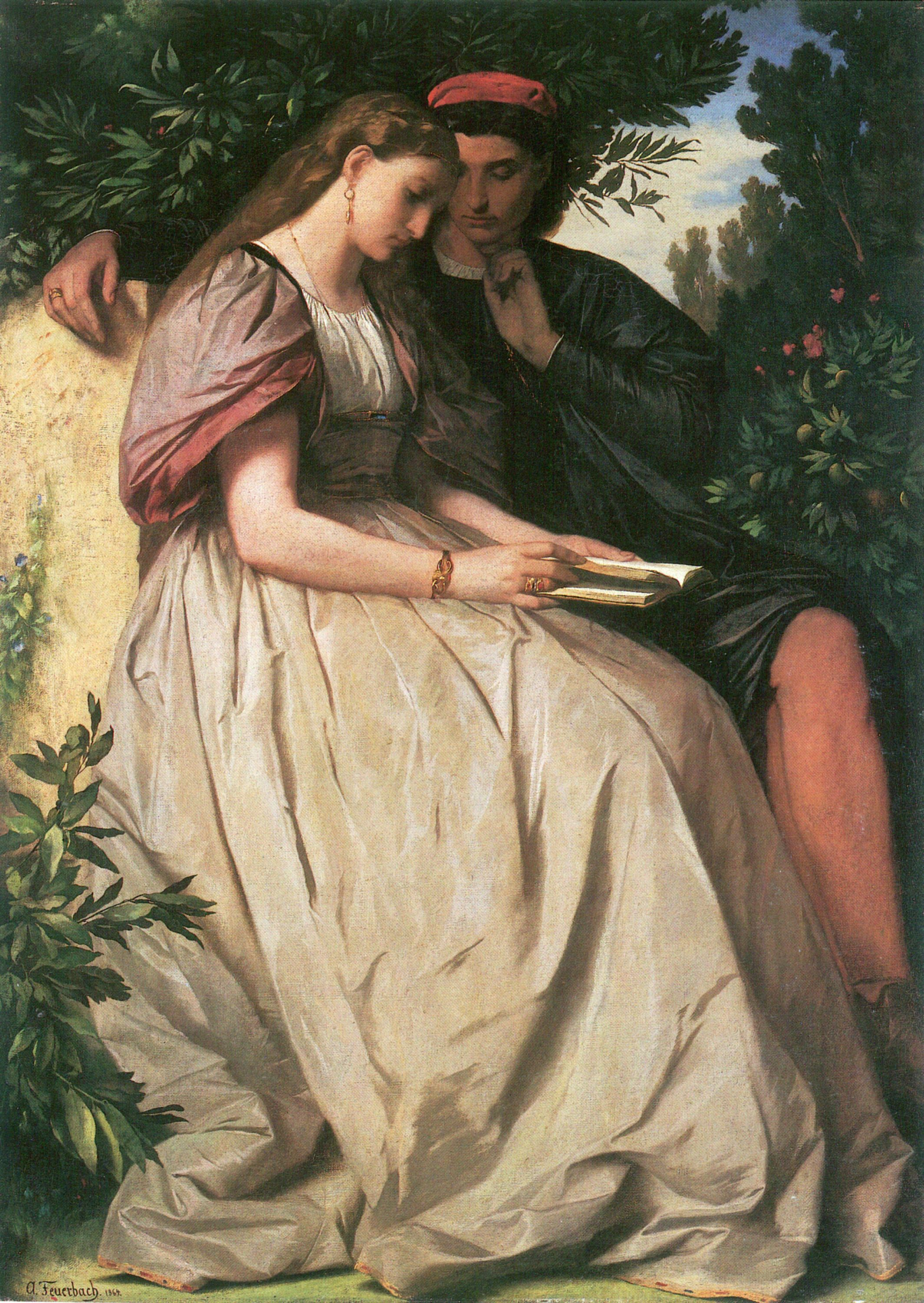
Francesca i Paolo na obrazie Anselma Feuerbracha

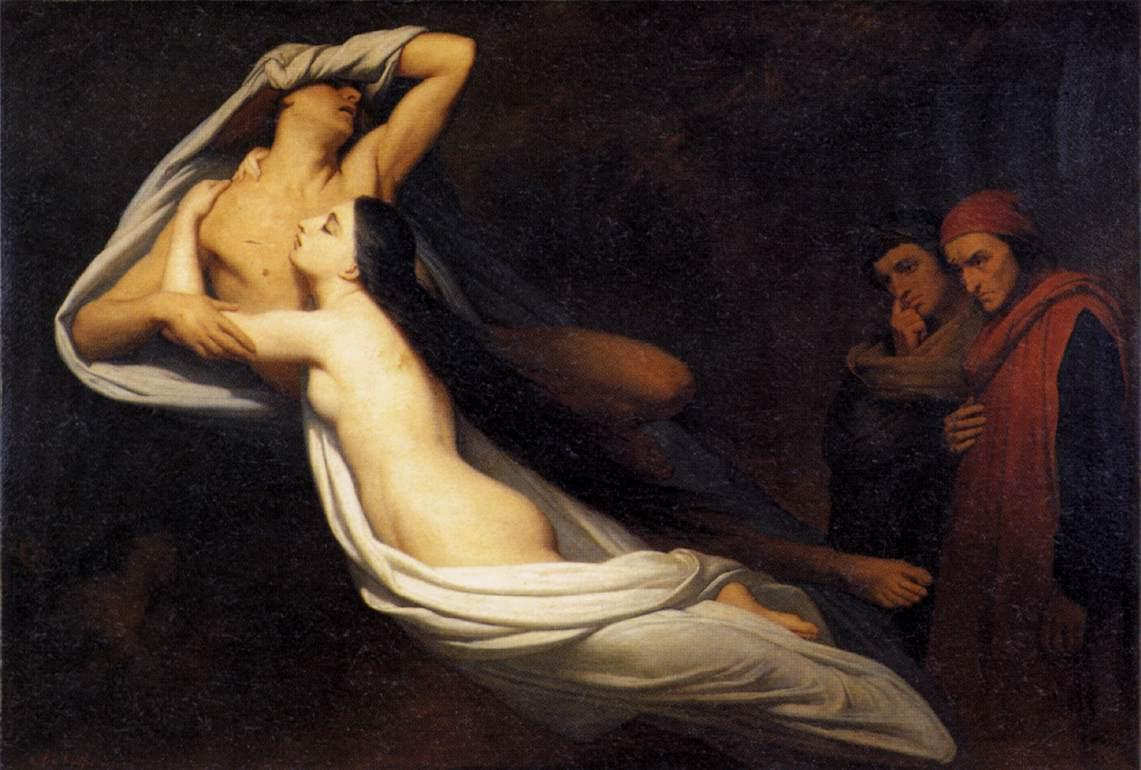
Francesca i Paolo na obrazie Ary'ego Scheffera

Francesca da Rimini (ur. 1255 zm. ok. 1283–1285) – córka Guida da Polenta, pana Rawenny. Żona Giovanniego Malatesta, syna Malatesta da Verucchio. Była pierwowzorem postaci sportretowanej przez Dantego Alighieri w Boskiej komedii.
Małżeństwo Franceski da Rimini i Giovanniego Malatesty odbyło się ok. 1275 roku. Było zaaranżowane przez rodziców pary i miało na celu doprowadzenie do sojuszu obu znacznych rodów. Ze związku narodziła się córka, Concordia. Francesca wdała się w romans z bratem swojego męża – Paolem Malatesta, dowódcą lokalnej milicji, który od 1269 roku był żonaty z hrabiną Orabile Beatrice. Około 1283–1285 Giovanni Malatesta odkrył romans żony i zabił obydwoje kochanków. Według legendy tragiczna historia wydarzyła się w murach twierdzy Gradara, należącej wówczas do rodu Malatesta. Obecnie w miasteczku i miejscowym muzeum widoczne są liczne nawiązania do słynnej historii miłosnej.
Według Boccaccia romans Franceski i Paola spowodowany był tym, że ojciec dziewczyny obawiał się, iż nie zechce ona wyjść za brzydkiego Giovanniego, więc przed ołtarzem stanął w jego imieniu przystojny Paolo. Francesca, przekonana, że to jest jej przyszły mąż, zakochała się w nim, co doprowadziło do romansu.
Śmierć Paolo i Franceski została przez Dantego wpleciona do Boskiej komedii – umieścił kochanków w drugim kręgu piekielnym, przeznaczonym dla nadmiernie zmysłowych, gdzie unoszą się w powietrzu rzucani bezwładnie wiatrem, podobnie jak pozwolili, aby rzucały nimi ich namiętności.
Temat dwojga kochanków przedstawiany był również w wielu innych dziełach literackich, muzycznych, malarskich, rzeźbiarskich i filmowych.